# 東北地方の難読地名一覧
東北地方の難読地名一覧（とうほくちほうのなんどくちめいいちらん）は、東北地方の難読地名の一覧である。

## 東北地方の難読地名一覧
※都道府県コード順及び市町村コード順

### 青森県
- 後萢（うしろやち） - 青森市
- 浪岡大字王余魚沢（なみおかおおあざかれいざわ） - 青森市
- 博奕打ケ沢（ばくうちがさわ） - 青森市浪岡大字吉内の小字
- 雲谷（もや） - 青森市
- 合浦（がっぽ） - 青森市
- 青女子（あおなご）- 弘前市
- 電（いかずち）- 弘前市中別所の小字
- 狼森（おいのもり） - 弘前市
- 門外（かどけ）- 弘前市
- 轡（くつわ） - 弘前市
- 小比内（さんぴない） - 弘前市
- 撫牛子（ないじょうし） - 弘前市
- 弘前（ひろさき）- 弘前市
- 八戸（はちのへ） - 八戸市
- 泥障作（あおづくり） - 八戸市
- 徒士町（かちしちょう） - 八戸市
- 上盲久保（かみめくぼ） - 八戸市
- 下盲久保（しもめくぼ） - 八戸市
- 田面木（たものき） - 八戸市
- 不習（ならわず） - 八戸市
- 一日市（ひといち） - 八戸市
- 不魚住（うおすまず） - 五所川原市
- 十三五月女萢（じゅうさんそとめやち） - 五所川原市
- 三本木中掫（さんぼんぎちゅうせり） - 十和田市
- 苔畑（こげはた） - 十和田市
- 大畑町木野部（おおはたまちきのっぷ） - むつ市
- 九艘泊（くそうどまり） - むつ市脇野沢の小字
- 牛潟町大田光（うしがたちょうおおたっぴ） - つがる市
- 鶴蝮（つるばみ） - 東津軽郡蓬田村長科の小字
- 三厩鐇泊（みんまやまさかりどまり） - 東津軽郡外ヶ浜町
- 三厩（みんまや、みうまや） - 東津軽郡外ヶ浜町
- 三厩梹榔（みんまやひょうろう） - 東津軽郡外ヶ浜町
- 三厩東風泊（みんまややませどまり） - 東津軽郡外ヶ浜町
- 鴎島（ごめじま） - 東津軽郡平内町
- 風合瀬（かそせ） - 西津軽郡深浦町
- 驫木（とどろき） - 西津軽郡深浦町
- 舮作（へなし） - 西津軽郡深浦町
- 小泊嗽沢（こどまりうがいさわ） - 北津軽郡中泊町

- 馬門温泉（まかどおんせん） - 上北郡野辺地町
- 哘（さそう） - 上北郡七戸町
- 治部袋（じんば） - 上北郡七戸町
- 中岫東道添（なかぐきひがしみちぞえ） - 上北郡七戸町
- 犬落瀬（いぬおとせ） - 上北郡六戸町
- 百目木（どめき） - 上北郡横浜町
- 大豆田（まめだ） - 上北郡横浜町
- 数牛（かそし） - 上北郡東北町
- 枋木（こぼのき） - 上北郡東北町
- 水喰（みずはみ） - 上北郡東北町
- 尾駮（おぶち） - 上北郡六ヶ所村
- 鷹架（たかほこ） - 上北郡六ヶ所村
- 奥入瀬（おいらせ） - 上北郡おいらせ町
- 瓢（ふくべ） - 上北郡おいらせ町
- 奥戸（おこっぺ） - 下北郡大間町
- 鹿橋（ししぱし） - 下北郡東通村蒲野沢の小字
- 尻労（しつかり） - 下北郡東通村
- 易国間（いこくま） - 下北郡風間浦村
- 毒久保（ぶすくぼ） - 三戸郡三戸町貝守の小字
- 四戸（しのへ） - 三戸郡五戸町（→志戸岸）
- 田子（たっこ） - 三戸郡田子町
- 埖渡（ごみわたり） - 三戸郡南部町
- 狐平（きつねぴら） - 三戸郡南部町鳥谷の小字
- 妻神沢（さいのかみざわ） - 三戸郡南部町鳥谷の小字
- 苫米地（とまべち） - 三戸郡南部町
- 水閊（みずかい） - 三戸郡南部町斗賀の小字
- 盲転（めくらころばし） - 三戸郡南部町鳥谷の小字
- 小舟渡（こみなと） - 三戸郡階上町道仏の小字
- 階上（はしかみ） - 三戸郡階上町
- 耳ヶ吠（みみがほい） - 三戸郡階上町道仏の小字

- 平佐窪（へざくぼ）- 三戸郡五戸町
- 狼子沢（おいのこざわ）- 三戸郡五戸町浅水の小字
- 五百窪（いおくぼ）- 三戸郡五戸町
- 豊間内（とよまない） - 三戸郡五戸町
- 皀窪（さいかちくぼ）- 三戸郡五戸町上市川の小字

### 岩手県
- 雷田（いかだ） - 盛岡市乙部の小字
- 神子塚（いたこづか） - 盛岡市上太田の小字
- 大ケ生（おおがゆう） - 盛岡市
- 金洗（かならい） - 盛岡市上飯岡の小字
- 櫃石（からといし） - 盛岡市三ツ割の小字
- 川名（かんな） - 盛岡市乙部の小字
- 北畑（きたばたち） - 盛岡市永井の小字
- 厨川（くりやがわ） - 盛岡市
- 検断地（けだじ） - 盛岡市永井の小字
- 不来方（こずかた） - 盛岡市
- 牛尾草久保（そでくぼ） - 盛岡市
- 繋（つなぎ） - 盛岡市
- 遠目鏡森（とおめがもり） - 盛岡市乙部の小字
- 生畔（なまぐろ） - 盛岡市津志田の小字
- 夏焼（なやぎ） - 盛岡市乙部の小字
- 早俄上（はががり） - 盛岡市猪去（いさり）の小字
- 八掛（はっけ） - 盛岡市中太田の小字
- 半在家（はんざけ） - 盛岡市上太田の小字
- 級沢（まださわ） - 盛岡市
- 大豆門（まめかど） - 盛岡市下米内（しもよない）の小字
- 上米内（かみよない） - 盛岡市
- 下米内（しもよない） - 盛岡市
- 江繋（えつなぎ） - 宮古市
- 上鼻（かんぱな） - 宮古市
- 女遊戸（おなつぺ）- 宮古市
- 重茂（おもえ） - 宮古市
- 花原市（けばらいち） - 宮古市
- 磯鶏（そけい） - 宮古市
- 魹ヶ崎（とどがさき） - 宮古市
- 蟇目（ひきめ） - 宮古市
- 袰屋（ほろや） - 宮古市
- 袰地（ほろち） - 宮古市
- 袰帯（ほろたい） - 宮古市
- 三陸町越喜来（さんりくちょうおきらい） - 大船渡市
- 水鶏島（くいなじま） - 大船渡市赤崎町の小字
- 珊琥島（さんごじま） - 大船渡市大船渡町の小字
- 二本枠（にほんどう） - 大船渡市盛町（さかりちょう）の小字
- 舞良（もうりょう） - 大船渡市立根町（たっこんちょう）の小字
- 砂子前（ゆなごまえ） - 大船渡市大船渡町の小字
- 轆轤石（ろくろいし） - 大船渡市猪川町の小字
- 上代（わんだい） - 大船渡市日頃市町の小字
- 合足（あったり） - 大船渡市赤崎町の小字
- 甫嶺（ほれい） - 大船渡市三陸町越喜来の小字
- 大迫町（おおはさままち） - 花巻市
- 蛇蜒蛆（じゃのめり） - 花巻市
- 鳥喰（とりばね） - 花巻市轟木（とどろき）の小字
- 葹田（なもみだ） - 花巻市太田の小字
- 林光田（りごだ） - 花巻市
- 夏油（げとう） - 北上市
- 比久尼沢（びくりざわ） - 北上市相去町の小字
- 北霻霳（きたほうりょう） - 北上市
- 南霻霳（みなみほうりょう） - 北上市
- 六日市（むよかいち） - 北上市
- 柳上（ようしゅう） - 北上市鬼柳町の小字
- 女供（おなども） - 久慈市
- 𣕚の木（たものき） - 久慈市
- 麦生（むぎょう） - 久慈市
- 浜埜（はまや） - 久慈市
- 附馬牛町安居台（つきもうしちょうあおだい） - 遠野市
- 石羽根（いじばね） - 遠野市附馬牛町下附馬牛の小字
- 小原田（こうらだ） - 遠野市上郷町細越の小字
- 蒻沢（こごみさわ） - 遠野市小友町の小字
- 埖淵（ごみぶち） - 遠野市宮守町下鱒沢の小字
- 椛川目（かばかめ） - 遠野市宮守町達曽部の小字
- 上楡木（かみたものき） - 遠野市宮守町上宮守の小字
- 拾戸（じゅうのへ） - 遠野市
- 清水（すじ） - 遠野市宮守町達曽部の小字
- 田下（たんげ） - 遠野市宮守町下宮守の小字
- 且の鼻（だんのはな） - 遠野市綾織町下綾織の小字
- 附馬牛町（つきもうしちょう） - 遠野市
- 柈生（はのきばえ） - 遠野市
- 馬通田（まかいだ） - 遠野市綾織町上綾織の小字
- 大豆畑（まんばた） - 遠野市宮守町達曽部の小字
- 綾織町鵢崎（あやおりちょうみさざき） - 遠野市
- 蓬畑（ゆうばた） - 遠野市綾織町鵢崎の小字
- 涌口（わっくち） - 遠野市宮守町達曽部の小字
- 上台（わんだい） - 遠野市宮守町下宮守の小字
- 上町（わんまち） - 遠野市宮守町上鱒沢の小字
- 赤荻（あこおぎ） - 一関市
- 大母（おおは） - 一関市藤沢町藤沢の小字
- 丑子渕（うすこぶち） - 一関市藤沢町藤沢の小字
- 夘南田（うなんだ） - 一関市千厩町清田の小字
- 運遖（うんなん） - 一関市花泉町花泉の小字
- 大宝城（おおぼうき） - 一関市藤沢町保呂羽の小字
- 紙生里（かみあがり） - 一関市東山町田河津の小字
- 川崎町門崎（かわさきちょうかんざき） - 一関市
- 北十軒街（きたじゅっけんこうじ） - 一関市
- 口袋（ぐず） - 一関市赤荻の小字
- 檞（くぬぎ） - 一関市藤沢町徳田の小字
- 熊ノ垣内（くまのかくち） - 一関市大東町沖田の小字
- 越河（こすご） - 一関市萩荘の小字
- 桜街（さくらこうじ） - 一関市
- 寒沢（さぷさわ） - 一関市大東町猿沢の小字
- 四度花山（しどけやま） - 一関市厳美町（げんびちょう）の小字
- 下忽滑沢（しもぬかりざわ） - 一関市萩荘の小字
- 宿通向（しゅくのかようむかい） - 一関市大東町猿沢の小字
- 千厩町千厩（せんまやちょうせんまや） - 一関市
- 東山町田河津（ひがしやまちょうたこうず） - 一関市
- 躑躅（つつじ） - 一関市千厩町磐清水の小字
- 榴（つつじ） - 一関市藤沢町藤沢の小字
- 尖ノ森（とぎのもり） - 一関市千厩町小梨の小字
- 塒（とや） - 一関市藤沢町徳田の小字
- 塒ケ森（とやもり） - 一関市藤沢町藤沢の小字
- 唱石（なるいし） - 一関市藤沢町徳田の小字
- 架場（はせば） - 一関市
- 姥田（ばんだ） - 一関市千厩町磐清水の小字
- 𣟧輪田（ひしわだ） - 一関市花泉町金沢（はないずみちょうかざわ）の小字
- 古川（ふか） - 一関市藤沢町藤沢の小字
- 百連畑（ほろばたけ） - 一関市川崎町薄衣（かわさきちょううすぎぬ）の小字
- 雪洞（ぼんぼり） - 一関市大東町大原の小字
- 祭畤（まつるべ） - 一関市厳美町の小字
- 御手洗（みたらせ） - 一関市川崎町薄衣の小字
- 融実（ゆのみ） - 一関市千厩町清田の小字
- 魚集（よまつべ） - 一関市大東町摺沢（だいとうちょうすりさわ）の小字
- 束稲（たばしね） - 一関市東山町田河津の小字・平泉町長島の小字
- 越戸内（おっとうち） - 陸前高田市矢作町（やはぎちょう）の小字
- 大嶋部（おおしまっぺ） - 陸前高田市矢作町の小字
- 小嶋部（こしまっぺ） - 陸前高田市矢作町の小字
- 生出（おいで） - 陸前高田市矢作町の地区
- 上長部（かみおさべ） - 陸前高田市気仙町の小字
- 唯出（ただいで） - 陸前高田市小友町の小字
- 長砂（ながすか） - 陸前高田市高田町の小字
- 福伏（ふっぷし） - 陸前高田市気仙町の小字

- 鵜住居町（うのすまいちょう） - 釜石市
- 女遊部（おなつべ） - 釜石市両石町の地区
- 花露辺（けろべ） - 釜石市唐丹町の小字
- 能舟木（よいなぎ、よいふなぎ） - 釜石市橋野町の地区
- 安比（あっぴ） - 二戸市
- 江牛（えろす） - 二戸市浄法寺町の地区
- 狼穴（おいのあな） - 二戸市石切所の小字
- 嘔ノ坂（おうのさか） - 二戸市似鳥（にたどり）の小字
- 枋ノ木（こぶのき） - 二戸市石切所の小字
- 皀角田（さいかくた） - 二戸市安比の小字
- 季ケ平（しもがたいら） - 二戸市浄法寺町の小字
- 高曲原（たかまぎはら） - 二戸市浄法寺町の地区
- 鍔内（つばない） - 二戸市下斗米の小字
- 鐺倉（なべくら） - 二戸市石切所の小字
- 海上（かいしょう） - 二戸市浄法寺町の小字
- 爾薩体村（にさったいむら） - 二戸市
- 大更（おおぶけ） - 八幡平市
- 叺田（かますだ） - 八幡平市
- 胆沢（いさわ） - 奥州市
- 宇津揆根（うつぐね） - 奥州市前沢白山の小字
- 衣川畦畑（ころもがわうねはた） - 奥州市
- 大歩（おおあご） - 奥州市胆沢若柳の小字
- 江刺愛宕（えさしおだき） - 奥州市
- 主計谷地（かじやち） - 奥州市胆沢小山の小字
- 上狼ケ志田（かみおえなしだ） - 奥州市胆沢小山の小字
- 前沢衣関（まえさわきぬとめ） - 奥州市
- 水沢虚空蔵小路（みずさわこくぞうこうじ） - 奥州市
- 衣川十一ケ銘（ころもがわじゅういっかんめ） - 奥州市
- 皀角（さいかち） - 奥州市江刺愛宕の小字
- 水沢内匠田（みずさわたくみだ） - 奥州市
- 登満羽毛（とまんぱけ） - 奥州市前沢生母の地区
- 西風（ならい） - 奥州市胆沢若柳、江刺伊手の小字
- 下西風（しもならい） - 奥州市江刺広瀬の小字
- 北風（ならい） - 奥州市江刺田原の小字
- 衣川西風山（ころもがわなれやま） - 奥州市
- 人首町（ひとかべまち） - 奥州市江刺米里の小字
- 蒲道沢（ぶどうさわ） - 奥州市江刺田原の小字
- 竈（へっつい） - 奥州市水沢佐倉河の小字
- 竈堂（へっついどう） - 奥州市水沢佐倉河の小字
- 堀通（ほっとおし） - 奥州市胆沢若柳の小字
- 前沢簾森（まえさわみすもり） - 奥州市
- 迎下嵐江（むかいおろせ） - 奥州市胆沢若柳の小字
- 衣川葭ヶ沢（ころもがわよしがさわ） - 奥州市
- 四ツ𩗏（よつならい） - 奥州市江刺梁川の小字
- 鵜飼大緩（うかいおおだるみ） - 滝沢市
- 鵜飼鰍森（うかいかじかもり） - 滝沢市
- 鵜飼狐洞（うかいきつねぽら） - 滝沢市
- 卯遠坂（うとうざか） - 滝沢市
- 篠木苧桶沢（しのぎおぼけざわ） - 滝沢市
- 巣子（すご） - 滝沢市
- 蓬立（よむぎだち） - 滝沢市
- 狼森（おいのもり） - 岩手郡雫石町
- 鶯宿（おうしゅく） - 岩手郡雫石町
- 梍（さいかち） - 岩手郡雫石町長山の小字
- 砂壁（しゃっかべ） - 岩手郡雫石町上野の小字
- 麁津田（そつだ） - 岩手郡雫石町
- 盗森（ぬすともり） - 岩手郡雫石町
- 漆真下（うるしまっか） - 岩手郡葛巻町江刈の小字
- 上外川（かみそでかわ） - 岩手郡葛巻町江刈の小字
- 下外川（しもそでかわ） - 岩手郡葛巻町江刈の小字
- 中外川（なかそでかわ） - 岩手郡葛巻町江刈の小字
- 高家領（こうけろう） - 岩手郡葛巻町江刈の小字
- 廻立（まったち） - 岩手郡葛巻町葛巻の小字
- 欠（がっけ） - 岩手郡岩手町
- 蟹沢（がんじゃ） - 岩手郡岩手町
- 栗田（くりのきだ） - 紫波郡紫波町稲藤の小字
- 座比（ざっぴ） - 紫波郡紫波町赤沢の小字
- 紫波（しわ） - 紫波郡紫波町
- 廿木（はたふく） - 紫波郡紫波町南日詰の小字
- 祢宣地（ねげぢ） - 紫波郡矢巾町
- 愛宕川原（あたごがわら） - 胆沢郡金ケ崎町永栄の小字
- 五百津（いおつ） - 胆沢郡金ケ崎町西根の小字
- 唐攪（からかけ） - 胆沢郡金ケ崎町西根の小字
- 小歩（こあご） - 胆沢郡金ケ崎町永栄の小字
- 九石（さざらいし） - 胆沢郡金ケ崎町永栄の小字
- 橇曳沢（そりひきざわ） - 胆沢郡金ケ崎町西根の小字
- 三ケ尻大皀道下（みかじりおおさいかちみちした） - 胆沢郡金ケ崎町
- 鑓水（やりみず） - 胆沢郡金ケ崎町西根の小字
- 覆盆子（いちご） - 西磐井郡平泉町長島の小字
- 窟（いわや） - 西磐井郡平泉町平泉の小字
- 髢石（かつらいし） - 西磐井郡平泉町平泉の小字
- 竹汀（たかぎわ） - 西磐井郡平泉町平泉の小字
- 畷畑（うねはた） - 気仙郡住田町世田米の小字
- 大通（だいのかよう） - 気仙郡住田町世田米の小字
- 二度成木（ふたなぎ） - 気仙郡住田町上有住の小字
- 上亰（かみよし） - 上閉伊郡大槌町
- 吉里吉里（きりきり）- 上閉伊郡大槌町
- 蕨打直（わらびうちな）- 上閉伊郡大槌町小鎚の地区
- 轟木（とどのき） - 下閉伊郡山田町織笠の小字
- 安家（あっか） - 下閉伊郡岩泉町
- 雷峠（いかとうげ） - 下閉伊郡岩泉町門（かど）の小字
- 下町（しもじょう） - 下閉伊郡岩泉町大川の小字
- 白土（しらんど） - 下閉伊郡岩泉町岩泉の小字
- 氷渡（すがわたり） - 下閉伊郡岩泉町安家の小字
- 礫（つぶて） - 下閉伊郡岩泉町穴沢の小字
- 櫃取（ひっとり） - 下閉伊郡岩泉町
- 袰野（ほろの） - 下閉伊郡岩泉町
- 袰綿（ほろわた） - 下閉伊郡岩泉町
- 鈩（やすり） - 下閉伊郡岩泉町小本の小字
- 野向（やんごう） - 下閉伊郡岩泉町穴沢の小字
- 寄部（よっぺ） - 下閉伊郡岩泉町
- 萩牛（はぎゅう） - 下閉伊郡田野畑村
- 堀内（ほりない） - 下閉伊郡普代村
- 狄塚（えづか） - 九戸郡軽米町
- 百目金（どうめき） - 九戸郡軽米町
- 泥リ（ぬかり） - 九戸郡軽米町
- 級久保（まだくぼ） - 九戸郡軽米町
- 悪津（あぐそ） - 九戸郡九戸村
- 小子内（おこない） - 九戸郡洋野町
- 宿戸（しゅくのへ） - 九戸郡洋野町種市の地区
- 泥濘（ぬかり） - 九戸郡洋野町大野の地区
- 戸類家（へるけ） - 九戸郡洋野町種市の地区
- 狼久保（いぬくぼ） - 二戸郡一戸町出ル町の小字
- 傘木（からかさぎ） - 二戸郡一戸町高善寺の小字
- 小鳥谷（こずや） - 二戸郡一戸町
- 過利石（とがりいし） - 二戸郡一戸町鳥越の小字
- 野磯鶏（のそけ） - 二戸郡一戸町根反（ねそり）の小字
- 平糠（ひらぬか） - 二戸郡一戸町
- 女鹿（めが） - 二戸郡一戸町
- 辺廻（へぐり） - 二戸郡一戸町
- 出ル町（いずるまち） - 二戸郡一戸町

### 宮城県
- 愛子（あやし） - 仙台市青葉区
- 霊屋下（おたまやした） - 仙台市青葉区（霊屋橋）
- 上杉（かみすぎ） - 仙台市青葉区
- 掃部丁（かもんちょう） - 仙台市青葉区（→花京院）
- 外記丁（げきちょう） - 仙台市青葉区（→上杉）
- 下辺田（しもへだ） - 仙台市青葉区
- 定義（じょうげ） - 仙台市青葉区（→大倉）
- 新伝馬町（しんてんまち） - 仙台市青葉区（→中央）
- 西風側（ならいがわ） - 仙台市青葉区
- 旅籠町（はたごまち） - 仙台市青葉区（→宮町）
- 半子町（はんこうまち） - 仙台市青葉区（→子平町）
- 神子町（みこまち） - 仙台市青葉区（→木町）
- 実沢（さねざわ） - 仙台市泉区
- 将監（しょうげん） - 仙台市泉区
- 糺（ただし） - 仙台市泉区
- 七北田（ななきた） - 仙台市泉区
- 朴沢（ほうざわ） - 仙台市泉区
- 小児（こだま） - 仙台市宮城野区
- 榴岡（つつじがおか） - 仙台市宮城野区
- 椌木通（ごうらきどおり）[1] - 仙台市若林区
- 志波町（しわまち） - 仙台市若林区
- 堰場（どうば） - 仙台市若林区
- 日辺（にっぺ） - 仙台市若林区
- 六丁目（ろくちょうのめ） - 仙台市若林区
- 秋保（あきう） - 仙台市太白区
- 大椴（おおもみ） - 仙台市太白区
- 本砂金（もといさご） - 仙台市太白区
- 生出橋（おいでばし） - 仙台市太白区
- 大塒町（おおとやまち） - 仙台市太白区
- 鈎取（かぎとり） - 仙台市太白区
- 人来田（ひときた） - 仙台市太白区
- 茂庭（もにわ） - 仙台市太白区
- 牛生町（ぎゅうちょう） - 塩竈市
- 塩竈（しおがま） - 塩竈市
- 庚塚（かのえづか） - 塩竈市
- 芦畔町（あしぐろちょう） - 塩竈市
- 崩土地（もえどぢ） - 気仙沼市
- 鮪立（しびたち）- 気仙沼市
- 載鈎（のせがき） - 気仙沼市
- 五駄鱈 (ごんだら)　- 気仙沼市
- 色麻（しかま） - 加美郡色麻町
- 越河（こすごう） - 白石市
- 不澄ヶ池（すまずがいけ） - 白石市
- 網地島（あじしま） - 石巻市
- 鹿又（かのまた） - 石巻市
- 轟（とどろ） - 石巻市
- 長渡（ふたわたし） - 石巻市
- 渡波（わたのは） - 石巻市

- 棟沢（さいかつさわ） - 名取市
- 冷畑（みずはた） - 名取市
- 愛島（めでしま） - 名取市
- 閖上（ゆりあげ） - 名取市
- 鴇波（ときなみ） -  登米市
- 鰢台（とどだい） - 登米市
- 迫（はさま） - 登米市
- 左足（こえだて） - 栗原市
- 金成（かんなり） - 栗原市
- 惣滑沢（ぬかりさわ） - 栗原市
- 東名（とうな） - 東松島市
- 野蒜（のびる） - 東松島市
- 桃生（ものう） - 東松島市、石巻市
- 荒脛巾（あらはばき） - 大崎市
- 李埣（すもぞね） - 大崎市
- 金五輪（かなごりん） - 大崎市
- 百々一（どうどういち） - 大崎市
- 楡木（たまのき） - 大崎市
- 鬼首（おにこうべ） - 大崎市
- 川渡（かわたび）　-　大崎市
- 遠刈田（とおがった） - 刈田郡蔵王町
- 七ヶ宿（しちかしゅく） - 刈田郡七ヶ宿町
- 天炉（あまほど） - 伊具郡丸森町
- 覆盆子原（いちごはら） - 伊具郡丸森町
- 四重麦四（よえむぎよん） - 伊具郡丸森町
- 由縄坂（よなざか） - 伊具郡丸森町
- 西歩沢（さいかちざわ） - 柴田郡柴田町
- 槻木（つきのき） - 柴田郡柴田町
- カケス塒（かけすとや） - 柴田郡村田町
- 菅生（すごう） - 柴田郡村田町
- 峩々（がが） - 柴田郡川崎町
- 逢隈（おおくま） - 亘理郡亘理町
- 百々（どど） - 亘理郡亘理町
- 亦楽（えきらく） - 宮城郡七ヶ浜町
- 菖蒲田浜招又（しょうぶたはままねぎまた） - 宮城郡七ヶ浜町
- 魚板（まないた）黒川郡大和町
- 不来内（こずない）黒川郡大郷町
- 彫堂（えりどう） - 遠田郡美里町
- 小牛田（こごた） - 遠田郡美里町
- 中埣夘時前一（なかぞねぼうじまえいち） - 遠田郡美里町
- 中墫（なかまま） - 遠田郡美里町
- 東風浜（こつはま） - 牡鹿郡女川町

- 八沢川（やさがわ）- 仙台市泉区

### 秋田県
- 西風沢（あっちざわ） - 秋田市
- 鴪坂（うとさか） - 秋田市
- 鵐谷地（しととやち） - 秋田市
- 鳰崎（におざき） - 秋田市
- 茨島（ばらじま） - 秋田市
- 八橋（やばせ） - 秋田市
- 八橋鯲沼（やばせどじょうぬま） - 秋田市
- 淆渮溜（ゆかる） - 秋田市
- 万町（あらまち） - 能代市
- 磐（いわお） - 能代市
- 太田面（おおたもて） - 能代市
- 鰄淵（かいらげふち） - 能代市
- 川反町（かわばたまち） - 能代市
- 槐（さいかち） - 能代市
- 塩干田（しおからだ） - 能代市
- 芝童森（しどうもり） - 能代市
- 高塙（たかはな） - 能代市
- 竹生（たこう） - 能代市
- 鳥矢場（とやば） - 能代市
- 外割田（とわりだ） - 能代市
- 滑良子川端（なめらこかわばた） - 能代市
- 荷八田（にはた） - 能代市
- 機織轌ノ目（はたおりそりのめ） - 能代市
- 腹鞁ノ沢（はらがいのさわ） - 能代市
- 比八田（ひはた） - 能代市
- 吹越（ふっこし） - 能代市
- 古川布（ふるかわしき） - 能代市
- 朴瀬（ほのきせ） - 能代市
- 松長布（まつながしき） - 能代市

- 新処（あらところ） - 横手市
- 傾城塚（けいせいづか） - 横手市
- 狙半内（さるはんない） - 横手市
- 剰水（せせなぎ） - 横手市
- 樋脇（とよわき） - 横手市
- 乗阿気（のりあげ） - 横手市
- 婦気大堤（ふけおおづつみ） - 横手市
- 大葛（おおくぞ） -  大館市
- 四羽出（しのはい） - 大館市
- 馬喰町（ばくろうまち） - 大館市
- 部垂町（へたれまち） - 大館市
- 八幡沢岱（はちまんさわたい） - 大館市
- 鐙田（あぶみでん） - 湯沢市
- 御囲地町（おかちまち） - 湯沢市
- 筬ノ目（おさのめ） - 湯沢市
- 頭首沢（こうべさわ） - 湯沢市
- 迯ケ沢（にがいがさわ） - 湯沢市
- 五十土（いかづち） - 由利本荘市
- 内越（うてつ） - 由利本荘市
- 大凹（おおひど） - 由利本荘市
- 大浦（おおら） - 由利本荘市
- 木在（きさら） - 由利本荘市
- 下地ヶ沢（げじがさわ） - 由利本荘市
- 笹子（じねご） - 由利本荘市
- 雪車町（そりまち） - 由利本荘市
- 二十六木（とどろき） - 由利本荘市
- 直根（ひたね） - 由利本荘市
- 及位（のぞき） - 由利本荘市
- 葎沢（むぐらさわ） - 由利本荘市
- 笑内（おかしない） - 北秋田市
- 象潟（きさかた） - にかほ市
- 金浦（このうら） - にかほ市
- 西馬音内（にしもない） - 雄勝郡羽後町

### 山形県
- 七日町（なぬかまち・なのかまち） - 山形市
- 旅籠町（はたごまち） - 山形市
- 温海（あつみ） - 鶴岡市
- 五十川（いらがわ） - 鶴岡市
- 遠賀原（おがわら） - 鶴岡市
- 押口（おせぐち） - 鶴岡市
- 堅苔沢（かたのりざわ） - 鶴岡市
- 葈畑（からむしばたけ） - 鶴岡市
- 九百瓩（きゅうひゃくきろ） - 鶴岡市
- 転目木（ぐりめき） - 鶴岡市
- 七五三掛（しめかけ） - 鶴岡市
- 青龍寺（しょうりゅうじ） - 鶴岡市
- 茅原（ちわら） - 鶴岡市
- 手向（とうげ） - 鶴岡市
- 外内島（とのじま） - 鶴岡市
- 鼠ヶ関（ねずがせき） - 鶴岡市
- 茨新田（ばらしんでん） - 鶴岡市
- 一日市通（ひといちどおり） - 鶴岡市（→本町、昭和町）
- 文下（ほうだし） - 鶴岡市
- 矢馳（やばせ） - 鶴岡市
- 無音（よばらず） - 鶴岡市
- 早田（わさだ） - 鶴岡市

- 鵜渡川原（うどがわら） - 酒田市（→十里塚）
- 生石（おいし） - 酒田市
- 柏谷沢（かしやざわ） - 酒田市
- 古荒新田（こあらしんでん） - 酒田市
- 砂越（さごし） - 酒田市
- 注連石（すみいし） - 酒田市
- 局局（つぼねつぼね） - 酒田市
- 棘田（ばらだ） - 酒田市
- 茨野新田（ばらのしんでん） - 酒田市
- 遊摺部（ゆするべ） - 酒田市
- 四つ興野（よつごや） - 酒田市
- 転坂（うどざか） - 新庄市
- 寒河江（さがえ） - 寒河江市
- 清水（しず） - 村山市
- 櫤山（たもやま） - 村山市
- 行川（なめりがわ） - 村山市
- 反田（そんだ） - 村山市
- 驚滝（おんだき） - 村山市
- 弓田（ゆんでん） - 村山市
- 五十沢（いさざわ） - 村山市
- 大鳥居（おんどり） - 村山市
- 一日町（ひとかまち） - 東根市
- 山刀伐（なたぎり） - 尾花沢市
- 梨郷（りんごう） - 南陽市
- 海味（かいしゅう） - 西村山郡西川町
- 左沢（あてらざわ） - 西村山郡大江町
- 及位（のぞき） - 最上郡真室川町
- 猪子（いのこ） - 東田川郡三川町
- 高豆蒄（こうずく） - 東田川郡三川町
- 莅（のぞき） - 東田川郡三川町
- 潴（みづま） - 東田川郡三川町
- 主計田（かずいだ） - 東田川郡庄内町
- 提興屋（ひさげこうや）-東田川郡庄内町

### 福島県
- 蝦貫（えぞぬき） - 福島市
- 信夫山（しのぶやま） - 福島市
- 微温湯（ぬるゆ） - 福島市
- 寄合水（せせらぎ） - 福島市
- 一箕（いっき） - 会津若松市
- 神指（こうざし） - 会津若松市
- 七日町（なぬかまち） - 会津若松市
- 飯寺（にいでら） - 会津若松市
- 安積（あさか） - 郡山市
- 芋浸場（おしてば） - 郡山市
- 河内（こうず） - 郡山市
- 燧田（ひうちだ） - 郡山市
- 内郷綴町（うちごうつづらまち） - いわき市
- 金成（かなり） - いわき市
- 神下（かのり） - いわき市
- 神谷（かべや） - いわき市
- 嘉睦家（かむか） - いわき市
- 塊坪（くれつぼ） - いわき市
- 扱屋（こまや） - いわき市
- 差塩（さいそ） - いわき市
- 旅人（たびうど） - いわき市
- 仲間町（ちゅうげんちょう） - いわき市
- 勿来（なこそ） - いわき市
- 荷路夫（にちぶ） - いわき市
- 羊栖平（ひじきだいら） - いわき市
- 馬上（もうえ） -　いわき市
- 諸荷（もろに） -  いわき市
- 笈川（おいかわ） - 喜多方市
- 一竿（いちう） - 喜多方市
- 諷坂（うつさか） - 白河市
- 双石（くらべいし） - 白河市
- 合戦坂（こうせんざか） - 白河市
- 外面（とづら） - 白河市
- 疣石（いぼいし） - 相馬市
- 小田原（こだのはら） - 相馬市
- 百槻（どうづき） - 相馬市
- 日下石（にっけし） - 相馬市
- 柚木（ゆぬき） - 相馬市
- 椎木（しいのき） - 相馬市
- 本笑（もとわろう） - 相馬市
- 枦内（うずぎうち） - 田村市
- 諷土（うどうつち） - 田村市
- 轟渕（おとろぶち） - 田村市
- 神俣（かんまた） - 田村市
- 拾貫内（ちこうち） - 田村市
- 鐙摺石（あぶづりいし） - 二本松市
- 百目木（どうめき） - 二本松市

- 江井（えねい） - 南相馬市
- 橲原（じさはら） - 南相馬市
- 雫（しどけ） - 南相馬市
- 深野（ふこうの） - 南相馬市
- 米々沢（めめざわ） - 南相馬市
- 楮畑（かっぱたけ） - 伊達市
- 禹父山（ぐふざん） - 伊達市
- 雪車町（そりまち） - 伊達市
- 不羈拗（ふきおう） - 伊達市
- 水滴（みつたり） - 伊達市
- 狸首岡（りしゅこう） - 伊達市
- 霊山（りょうぜん） - 伊達市
- 懸鉄（かんかね） - 本宮市
- 桑折（こおり） - 伊達郡桑折町
- 伊達崎（だんざき） - 伊達郡桑折町
- 五木内（じゃくじ） - 伊達郡川俣町
- 罫乾壇（けげんだん） - 安達郡大玉村
- 餉沢分（かるいさわぶ） - 耶麻郡猪苗代町
- 鼡ヶ平（そがとう） - 耶麻郡猪苗代町
- 百目貫（どうめき） - 耶麻郡猪苗代町
- 隕下（どったり） - 耶麻郡猪苗代町
- 塔の岪（とうのへつり） - 南会津郡下郷町
- 木賊（とくさ） - 南会津郡南会津町
- 藤生（とうにゅう） - 南会津郡南会津町
- 会津坂下町（あいづばんげまち） - 河沼郡
- 柳津（やないづ） - 河沼郡柳津町
- 行（なの） - 大沼郡会津美里町
- 愽目貫（ばくめき） - 大沼郡会津美里町
- 関和久（せきわぐ） - 西白河郡泉崎村
- 踏瀬（ふませ） - 西白河郡泉崎村
- 甲子高原（かしこうげん） - 西白河郡西郷村
- 鶴生（つりゅう） - 西白河郡西郷村
- 大和久（おおわぐ） - 西白河郡矢吹町
- 八幡町（はちまんちょう）- 西白河郡矢吹町
- 塙（はなわ） - 東白川郡塙町
- 大垬（おおぬかり） - 東白川郡矢祭町
- 轡取（くつわとり） - 石川郡石川町
- 猫啼温泉（ねこなきおんせん） - 石川郡石川町
- 蒜生（ひりゅう） - 石川郡玉川村
- 鴇子（とうのこ） - 石川郡平田村
- 躰田（むくろだ） - 石川郡平田村
- 竹貫（たかぬき） - 石川郡古殿町
- 雁股田（かりまんだ）- 田村郡小野町
- 舞木（もうぎ） - 田村郡三春町、郡山市
- 葛尾（かつらお） - 双葉郡葛尾村
- 赤宇木（あこうぎ） - 双葉郡浪江町
- 塩浸（しおびて） - 双葉郡浪江町
- 数嶮洞（すけんとう） - 双葉郡浪江町
- 小塙（こばな） - 双葉郡楢葉町
- 古駅（ふるじゅく） - 双葉郡楢葉町
- 鴻草（こうのくさ）- 双葉郡双葉町
- 両竹（もろたけ） - 双葉郡双葉町
- 麦撫（むぎつき） - 相馬郡飯舘村